# Slaget vid Mykale
Slaget vid Mykale, grekiska 'Μάχη τῆς Μυκάλης', "Mache tes Mycales", var ett av de två stora slag, som gjorde slut på den persiska invasionen av Grekland under de persiska krigen. Slaget utkämpades omkring den 27 augusti 479 f.Kr. på berget Mykales sluttningar i Jonien mittemot ön Samos. Resultatet blev att den persiska huvudstyrkan i Jonien, liksom den persiska medelhavsflottan, krossades. Slaget vid Plataiai samma dag på grekiska fastlandet var också en stor seger och perserna tvingades lämna både Grekland och Jonien, vilket gjorde slut på det persiska styret över detta område. Slaget är känt för eftervärlden genom Herodotos efterlämnade skrifter.

## Bakgrund
På våren 479 f.Kr. gjorde flera joniska städer uppror mot sina persiska härskare. Detta gick dock inte bra och de tvingades snart vända sig till grekiska fastlandet, för att be om hjälp. Ett möte sammankallades i Aten och ambassadörer från flera joniska städer, Aten och Sparta möttes tidigt under sommaren. Mardonios, den persiske befälhavaren i Thessalien, ogillade detta möte, så han skickade krav till Aten på att staden skulle hålla sig neutral. Då man vägrade gav sig den spartanska delegationen av hemåt, för att förbereda sig för strid. Under tiden nådde Mardonios styrkor snart Aten, men dess invånare hade redan retirerat till den närliggande ön Salamis. I tron att atenarna var redo att ge upp skickade Mardonios nya krav till dem, vilka de återigen vägrade.
Medan spartanerna förberedde sig och slutligen fick fram en styrka på 5.000 och ytterligare 35.000 allierade anlände en delegation från Samos till Sparta med en bön om hjälp. Den grekiska flottan på 110 fartyg avseglade från Delos under Leotychidas befäl.

## Slaget
Då perserna på Samos fick höra talas om att grekerna närmade sig bestämde de sig för att möta dem på land. De seglade till den närbelägna Mykalehalvön strax öster om staden och bildade en mur av några av sina fartyg samt drog upp resten av dem på stranden. När den grekiska flottan anlände och fann Samos tomt inledde de en jakt i tron att perserna försökte undfly slagfältet. Grekerna fann snart perserna, som redan hade ställt upp sig i slagordning på stranden. Leotychidas ropade då till jonierna i det persiska lägret:
"Män från Jonien - ni som kan höra mig tala - tag varning av vad jag säger; för barbarerna kommer inte förstå ett ord av vad jag yttrar. När vi går i strid med dem, kom över allt annat ihåg Friheten - och minns sedan vårt varningsord, vilket är Hebe. Om där finns någon, som inte hör mig, låt dem som hör förtälja mina ord för de andra." (Herod. 9.98)
Då perserna ändå fick klart för sig vad som pågick avväpnade de Samosborna och sände deras fiender mileserna att vakta flyktvägarna bakom dem. Under tiden lastade grekerna ur sina fartyg och ställde upp sig för strid. Som vanligt placerade sig spartanerna på högerflanken och atenarna på den vänstra. Atenarna fann på stranden en häroldsspira och ansåg det vara ett gudomligt tecken på att de andra grekerna hade segrat på fastlandet. De rusade sedan framåt för att anfalla ensamma och efter ett kort slag tvingades perserna, under Artayntes befäl, retirera till det fort, som de hade byggt längre inåt land. Atenarna jagade dock efter dem och erövrade fortet också. De överlevande perserna flydde, bara för att finna att de milesiska reträttvakterna hade vänt sig mot dem också och ytterst få överlevde så långt, att de slutligen kunde nå Sardis.
När spartanerna anlände var det persiska lägret plundrat och deras fartyg på stranden förstörda. Vid återkomsten till Samos diskuterade de sedan sitt nästa drag. Spartanerna föreslog att de joniska grekernas städer skulle evakueras och befolkningen föras till grekiska fastlandet, då de inte fann det mödan värt att skydda jonierna varje gång de blev anfallna. Atenarna motsatte sig dock att förlora sina kolonier och accepterade de joniska grekerna i ett förbund mot Persien.

## Efterspel
När perserna var besegrade återvände spartanerna till fastlandet. De joniska städerna var nu förbundna med Aten och bildade därmed vad som endast kunde aneses vara ett atenskt rike. Aten hade tidigare varit nära förbundet med Sparta, men började nu utöva ett större mått av självständighet, vilket så småningom ledde till det peloponnesiska krigets ubrott.